# Salvelinus boganidae
Salvelinus boganidae (Berg, 1926) è un pesce di acqua dolce del genere dei salmerini. Vive nei laghi della Penisola del Tajmyr e del Circondario autonomo della Čukotka. I pesci di quest'ultima regione potrebbero appartenere ad una seconda specie.